# 칼리보 국제공항
칼리보 국제공항(타갈로그어: Paliparang Pandaigdig ng Kalibo, 아클라논어: Pangkalibutan nga Paeuparan it Kalibo, 영어: Kalibo International Airport, IATA: KLO, ICAO: RPVK)은 필리핀 아클란주의 칼리보 지역의 국제공항이다. 이 공항은 주요 국제공항을 제외하고 모든 공항을 담당하는 필리핀 교통부 항공국으로부터 국제공항으로 분류되어 있다. 하지만, 국제선을 취급하는 국내선 공항으로서의 특징을 가진다. 이 공항은 칼리보 메인 플라자에서 10분거리이며, 보라카이에 접근할 수 있는 두 공항 중 하나이다.

## 확장
2008년 5월 21일 새 청사 건물의 건설을 착수했다. 국제적 관광지로 거듭나기 위한 일의 일환으로, 필리핀 아로요 대통령이 2007년 공항의 업그레이드를 위해 약속한 130만 페소의 기금이 사용된다. 이 중 80만 페소는 새 청사 건립에 사용되며, 나머지 50만 페소는 계기착륙장치(ILS, Instrument Landing System) 건설을 지원하는데 사용된다.

## 운항 노선
- 가나다 순

### 국제선
| 항공사             | 목적지                                                                           |
| ------------------ | -------------------------------------------------------------------------------- |
| 에어서울           | 서울(인천)                                                                       |
| 진에어             | 서울(인천)                                                                       |
| 티웨이항공         | 서울(인천), 대구                                                                 |
| 중국동방항공       | 청두                                                                             |
| 준야오 항공        | 상하이(푸둥)                                                                     |
| 세부퍼시픽         | 서울(인천), 홍콩 전세편 : 광저우, 상하이(푸둥)                                   |
| 필리핀 항공        | 서울(인천), 부산(김해), 베이징(서우두), 청두, 타이페이(타오위안)                 |
| 타이거 항공 필리핀 | 싱가포르                                                                         |
| 에어아시아 제스트  | 서울(인천) 전세편 : 충칭, 쿤밍                                                   |
| 에어아시아         | 쿠알라룸푸르                                                                     |
| 중화항공           | 타이페이(타오위안)                                                               |
| 만다린 항공        | 전세편 : 타이페이(타오위안)                                                      |
| 실크 에어          | 싱가포르                                                                         |
| 타이거 항공        | 싱가포르                                                                         |
| 팬퍼시픽 항공      | 서울(인천), 부산(김해), 무안                                                     |
| 필리핀 에어아시아  | 서울(인천), 부산(김해), 상하이(푸둥), 쿤밍, 청두, 항저우, 마카오, 타이페이(도원) |
| PAL 익스프레스     | 전세편 : 상하이(푸둥)                                                            |

### 국내선
| 항공사             | 목적지               |
| ------------------ | -------------------- |
| PAL 익스프레스     | 마닐라               |
| 필리핀 에어아시아  | 클라크               |
| 타이거 항공 필리핀 | 클라크, 마닐라       |
| 세부퍼시픽         | 다바오, 마닐라, 세부 |
| 에어아시아 제스트  | 마닐라               |
| 필리핀 항공        | 마닐라               |

## 사고
1964년 12월 21일, 칼리보 국제공항을 출발해 마닐라의 니노이 아키노 국제공항으로 향하던 Fleming Airways System Transport소속 C-47A 항공기가 이륙한지 약 20분 후에 칼리보 인근 2,200 피트 상공에서 엔진 고장이 일어났다. 기장은 칼리보 국제공항으로의 회항을 결정하였으나 항공기는 착륙을 위한 최소 고도(2,000 피트)를 유지하지 못하였고, 고도가 500 피트까지 떨어졌을 무렵 기장은 불시착하기로 결정했으나 이미 너무 늦은 상태였다.
결국 항공기는 코코야자 등과 충돌하면서 해안가에 추락하여 승무원 포함 탑승객 40명 중 승무원 1명이 사망하였다.